# Lycia pilzii
Lycia pilzii là một loài bướm đêm trong họ Geometridae.